# Чубовские розы гипса
Чу́бовские розы гипса — геологический памятник природы регионального значения, находящийся в Кинельском районе Самарской области. Создан на месте заброшенного глиняного карьера для охраны пермских отложений, места обнаружения кристаллов гипса («роз»), однако научной ценности более не представляет.

## Общая информация
Памятник природы на территории бывшего глиняного карьера был создан решением исполнительного комитета Куйбышевского областного Совета народных депутатов от 14.06.1989 № 201 «Об отнесении природных объектов области к государственным памятникам природы местного значения». Впоследствии статус был подтверждён и уточнён постановлением правительства Самарской области от 23.12.2009 № 722 «Об утверждении Положений об особо охраняемых природных территориях регионального значения».
Целью создания памятника была заявлена охрана уникального стратиграфического разреза с выходами пермских отложений со сростками кристалло-друзов гипса. Предполагалось, что памятник природы имеет научное и эстетическое значение.

## Физико-географические характеристики
Памятником природы является старый карьер в овраге Подгорном, в 800 м северо-западнее села Чубовка. Территория памятника природы состоит из одного участка площадью 18 га (ранее по решению № 201 от 14.06.1989 — 8 га), находящегося в границах сельского поселения Чубовка. 5,5 га занято лесом, остальное — разнотравно-типчаково-ковыльные степи. Территория относится к Высокому Заволжью в лесостепной зоне Русской равнины в долине реки Падовка, левого притока реки Самары.

### Климат

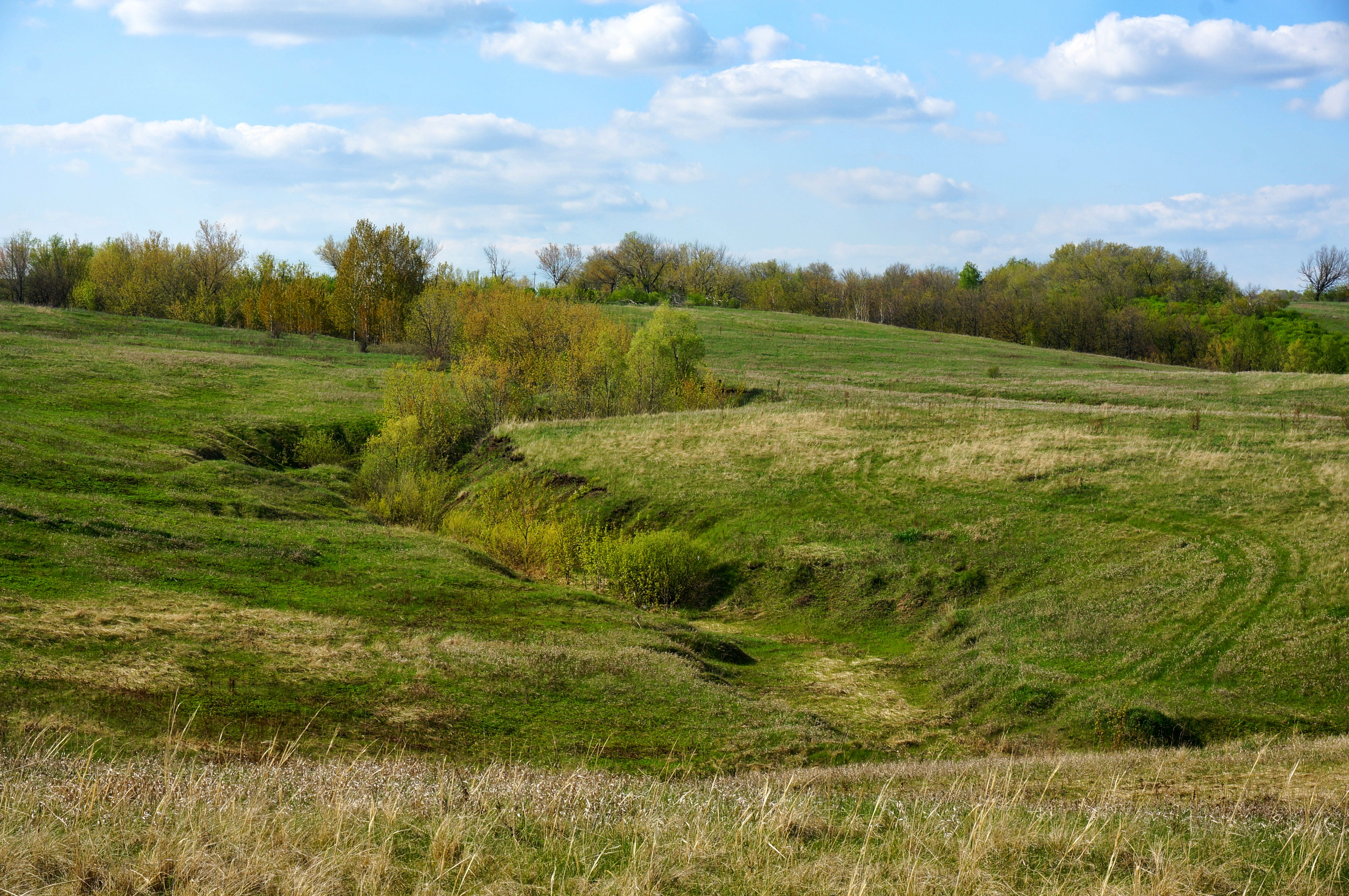

Климат континентальный с жарким летом и холодной зимой. Средняя температура января −13,5 °С, средняя температура июля 20,5 °C. Средняя годовая температура +3,8 °С, сумма активных температур 2550 °С. Безморозный период продолжается около 137 дней, последние весенние заморозки случаются в первой декаде мая, ранние осенние — в конце сентября. Среднесуточная температура выше 0 °C устанавливается около 5 апреля.
Средняя годовая сумма осадков в районе памятника составляет 387 мм, в отдельные годы достигая 450 мм, из них на тёплый период (апрель-октябрь) приходится в среднем 257 мм. Устойчивый снежный покров появляется начале третьей декады ноября, достигая высоты в 25—30 см, сходит обычно в середине апреля.

## Биологическое разнообразие

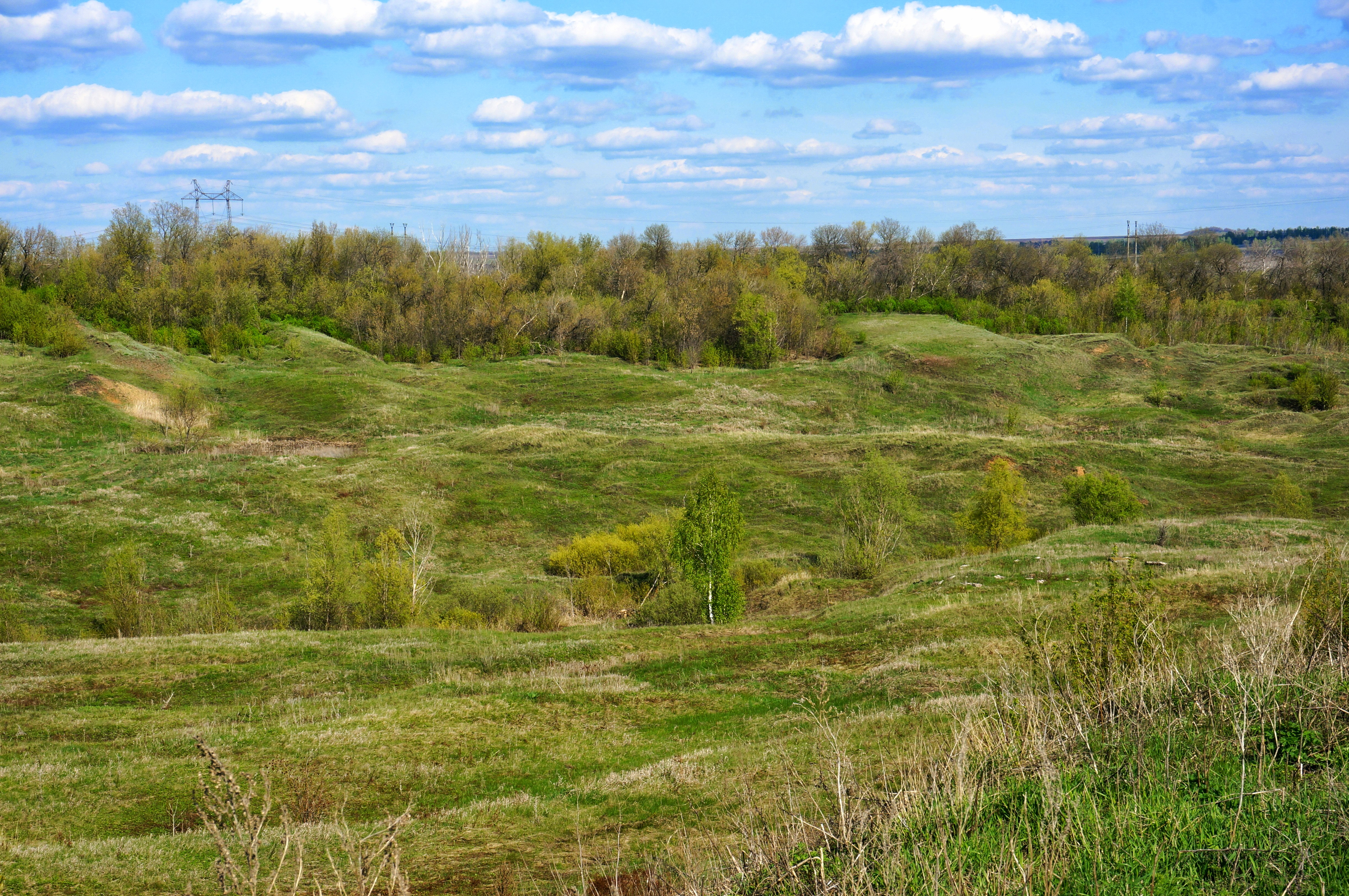

Территория памятника относится к подзоне разнотравно-типчаково-ковыльных степей Заволжской степной провинции. Флора и фауна на территории памятника типичные для региона. Природные сообщества находятся в близком к естественному состоянии. Памятник природы является рефугиумом для представителей флоры и фауны, отсюда происходит пополнение соседних территорий, пострадавших от воздействия человека.

## Охрана территории
Фактором негативного воздействия умеренной силы на состояние памятника природы является свалка бытового мусора. Угрозой памятнику природы являются возможные пожары.
На территории памятника природы запрещается деятельность, влекущая за собой нарушение сохранности памятника природы, в частности:
распашка земель и иные работы, связанные с нарушением целостности почвы; строительство зданий и сооружений, строительство дорог, трубопроводов, линий электропередач и других коммуникаций; устройство свалок; мелиоративные работы, гидростроительство; размещение летних лагерей скота, летних доек, мест водопоя скота; выпас скота; охота, а также размещение и строительство охотохозяйственных объектов; коммерческая и промышленная заготовка недревесных лесных ресурсов, пищевых лесных ресурсов и сбор лекарственных растений; складирование и хранение пестицидов, агрохимикатов, химических препаратов иного назначения и горюче-смазочных материалов; разведка и добыча полезных ископаемых; передвижение транспорта вне дорог.
При условии ненанесения ущерба охраняемым природным комплексам разрешаются свободное посещение территории гражданами; проведение биотехнических мероприятий, направленных на поддержание и увеличение численности отдельных видов животных.

## Научное значение
Специалисты отмечают, что, вопреки написанному в паспорте памятника природы, глины у Чубовки не относятся к пермскому периоду, а являются куда более часто встречающимися акчагыльскими отложениями, и что кристаллы гипса («розы»), видимо, встречались лишь на небольшом локальном участке. В настоящее время бывший карьер зарос, оплыл. О новых находках минералов не сообщалось годами. Кроме того, достоверные образцы, собранные на территории памятника природы, в коллекциях минералов обнаружить не удалось. Дальнейшее поддержание режима геологического памятника природы при подобных обстоятельствах специалисты полагают нецелесообразным.